# Kolar (Distrikt)
Der Distrikt Kolar (Kannada: ಕೋಲರ ಜಿಲ್ಲೆ) ist ein Distrikt des indischen Bundesstaates Karnataka. Verwaltungszentrum ist die namensgebende Stadt Kolar.

## Geografie

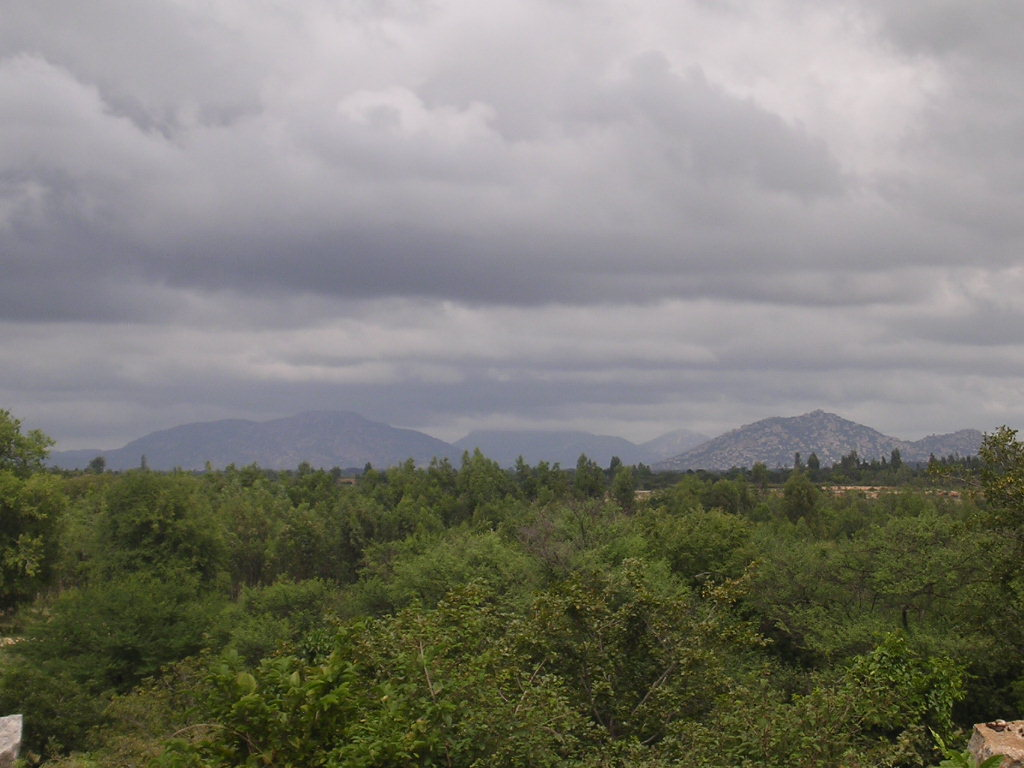
Landschaft im Distrikt Kolar

Der Distrikt Kolar liegt im Südosten Karnatakas an der Grenze zu den Bundesstaaten Andhra Pradesh und Tamil Nadu. Nachbardistrikte sind Bengaluru Rural im Westen, Chikkaballapur im Nordwesten (beide gehören zu Karnataka), Chittoor (Andhra Pradesh) im Osten und Krishnagiri (Tamil Nadu) im Süden.
Der Distrikt Kolar hat eine Fläche von 3.979 Quadratkilometern. Die Landschaft besteht aus einer Hochebene im südlichsten Teil des Dekkan-Plateaus, die vom Fluss Palar durchflossen wird. Der Distrikt Kolar ist in die fünf Taluks Kolar, Bangarapet, Malur, Mulbagal und Srinivaspur unterteilt.

## Geschichte

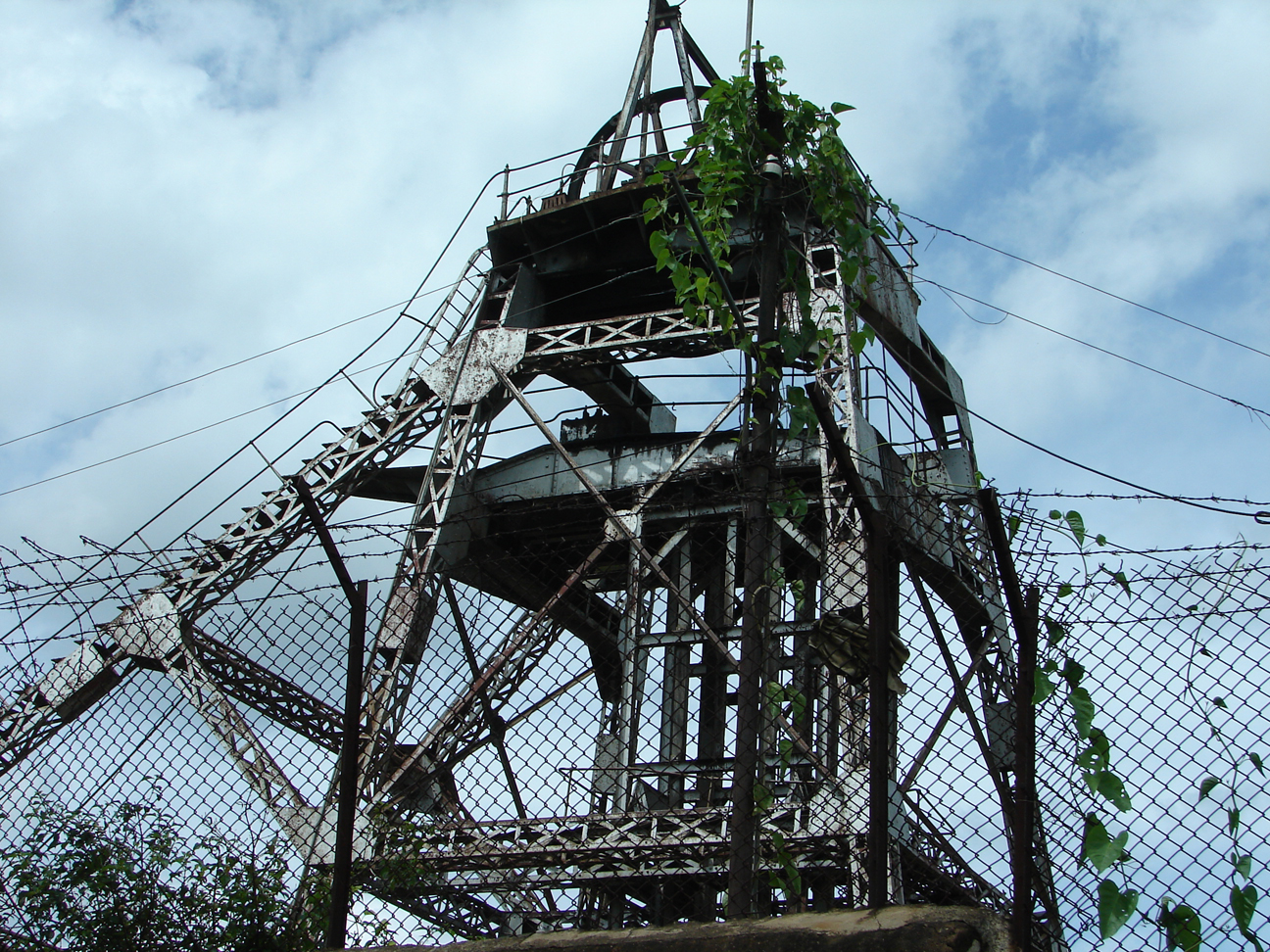
Mine in den Kolar Gold Fields

Während der britischen Kolonialzeit gehörte der Distrikt Kolar zum Fürstenstaat Mysore. Nach der indischen Unabhängigkeit vollzog Mysore 1949 den Anschluss an die Indische Union. Als die indischen Bundesstaaten 1956 durch den States Reorganisation Act nach den Sprachgrenzen neu formiert wurden, kam der Distrikt Kolar trotz seiner überwiegend Telugu sprechenden Bevölkerung wegen der Nähe zu Bengaluru zu dem kannadasprachigen Bundesstaat Mysore, der 1973 in Karnataka umbenannt wurde. 2007 spaltete sich der nördliche Teil des Distrikts Kolar als Distrikt Chikkaballapur ab.
Während der Kolonialzeit begannen die Briten gegen Ende des 19. Jahrhunderts, die reichen Goldvorkommen in den Kolar Gold Fields auszubeuten. Die Minen verschafften der Gegend wirtschaftlichen Aufschwung und einen starken Bevölkerungszuwachs. Zeitweise wurde ein Großteil der indischen Goldes im Distrikt Kolar gefördert. 2003 wurde der Goldabbau aber schließlich eingestellt, weil die Vorkommen weitgehend erschöpft waren und die Förderung nicht mehr profitabel war.

## Bevölkerung
Bei der Volkszählung 2011 hatte der Distrikt Kolar 1.536.401 Einwohner. Zwischen 2001 und 2011 wuchs die Einwohnerzahl um 10,8 Prozent und damit etwas niedriger als im Mittel Karnatakas (15,7 Prozent). Die Bevölkerungsdichte lag mit 386 Einwohnern pro Quadratkilometer über dem Durchschnitt des Bundesstaates (319 Einwohner pro Quadratkilometer). 31,2 Prozent der Einwohner Kolars lebten in Städten. Der Urbanisierungsgrad war damit etwas niedriger als der Mittelwert Karnatakas (38,6 Prozent). Die Alphabetisierungsquote lag mit 74,4 Prozent etwas unter dem Durchschnitt des Bundesstaates (76,1 Prozent).
Unter den Einwohnern des Distrikts Kolar stellten nach der Volkszählung 2011 die Hindus mit 85,0 Prozent die große Mehrheit. Zum Islam bekannten sich 13,0 Prozent der Bevölkerung, Christen stellten mit 1,7 Prozent eine kleine Minderheit dar. Der indische Zensus 2011 klassifizierte 5,1 Prozent der Einwohner des Distrikts als Angehörige der Stammesbevölkerung (scheduled tribes, vgl. Adivasi). Dabei handelt es sich fast ausschließlich um Angehörige der Naikda.
Nach dem Zensus 2011 sprachen etwas mehr als die Hälfte der Einwohner des Distrikts (791.465 Personen, 51,5 %) Kannada als Muttersprache, gefolgt von Telugu (348.256, 22,7 %), Urdu (197.848, 12,9 %) und Tamil (168.866, 11,0 %). Urdu wird wie in den meisten Teilen Karnatakas von Muslimen gesprochen. Die Sprecher des Tamil (7,9 Prozent) sind größtenteils Nachfahren von Arbeitsmigranten aus Tamil Nadu, die in die Kolar Gold Fields einwanderten. Das Urdu besitzt im Taluk Kolar des Distrikts Kolar aufgrund des hohen Bevölkerungsanteils seiner Sprecher den Status einer beigeordneten Amtssprache.

## Städte
Die folgende Liste schließt auch diejenigen Städte mit ein, die seit 2007 zum Distrikt Chikkaballapur gehören:
| Stadt          | Einwohner (2001) |
| -------------- | ---------------- |
| Bagepalli      | 20.120           |
| Bangarapet     | 38.684           |
| Chikkaballapur | 54.938           |
| Chintamani     | 65.456           |
| Gauribidanur   | 30.530           |
| Gudibanda      | 8.794            |
| Kolar          | 113.299          |
| Malur          | 27.791           |
| Mulbagal       | 44.031           |
| Robertsonpet   | 141.294          |
| Sidlaghatta    | 41.105           |
| Srinivaspur    | 22.926           |